# Flora Analitica d'Italia
Flora Analitica d'Italia (abreviado Fl. Italia (Fiori, Béguinot & Paoletti)) es un libro con ilustraciones y descripciones botánicas que fue escrito conjuntamente por Adriano Fiori, Augusto Béguinot & Giulio Paoletti y publicado en Padua en 4 volúmenes en los años 1896-1908 con el nombre de Flora Analitica d'Italia ossia Descrizione delle Piante Vascolari Indigene Inselvatichite e Largamente Coltivate in Italia Disposte per Quadri Analitici.

## Publicación
- Volumen n.º 1, part 1, p. [1]-256, map, Dec 1896; part 2, p. 257-607, [2, err.], Apr 1898; Intr. Geob. [i]-c, [i-vii], Dec 1908.
- Volumen n.º 2, part, 1, [1]-224, Jan 1900; part 2, p. 255-304, Mar 1901; part 3, p. 305-492, [i-iii], [I, err.], Jun 1902.
- Volumen n.º 3, part 1, p. [1]-272, May 1903; part 2, p. [i-iii], 273-527, [I, err.], [i]-viii, Apr 1904.
- Volumen n.º 4, part 1, p [1]-217 (app.), [1]-16 (ind. gen.), Mar 1907; part 2, p. 17-192 (ind. gen.), Mar 1907; part 3, p. 193-330, Sep 1908